# Robert Van Damme

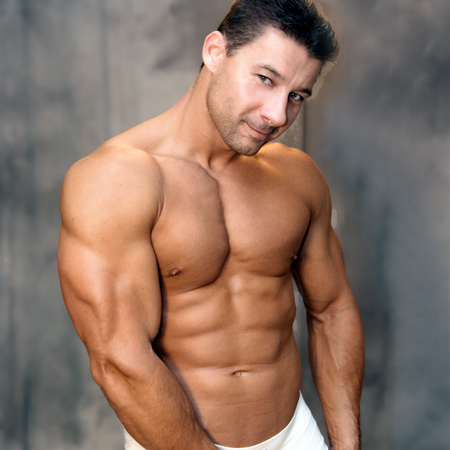
Robert Van Damme

Robert Van Damme (* 11. August 1969) ist ein tschechischer Pornodarsteller in homosexuellen Filmen.
Robert Van Damme wurde in der Tschechoslowakei geboren. Nach seiner Schulzeit begann Van Damme eine Karriere als Pornodarsteller. Van Damme spielte als Darsteller in verschiedenen Pornofilmen mit. Unter anderem war er als Darsteller für die Pornofilmstudios Hot House Entertainment, Falcon Studios sowie Blue Blake tätig. Gegenwärtig betreibt Van Damme sein eigenes Filmstudio RVD Films, wo er seine eigenen Filme dreht.

## Filmografie (Auswahl)
- 2006: Black
- 2006: Beefcake
- 2006: At Your Service
- 2006: Trunks 2
- 2006: Black 'N' Blue
- 2007: Hungry4sex 2
- 2007: Full Throttle

## Preise und Auszeichnungen (Auswahl)
- Grabby Awards, Wall of Fame 2009